# Hluboká nad Vltavou (zámek)
Zámek Hluboká nad Vltavou (německy Schloss Frauenberg) se nachází ve stejnojmenném městě, ležícím asi 9 km severně od Českých Budějovic. Je veřejnosti přístupný a patří k turisticky nejatraktivnějším památkám v Česku. Zámek je od roku 1947 ve vlastnictví státu a v současnosti je spravován Národním památkovým ústavem. V bývalé zámecké jízdárně dnes sídlí Alšova jihočeská galerie, která spravuje sbírku soch a obrazů holandských a vlámských malířů 17. a 18. století. Zámek je obklopen okrasnými zahradami a anglickým parkem. Severovýchodní část zámeckého parku je součástí evropsky významné lokality s názvem Hlubocké hráze.

## Historie

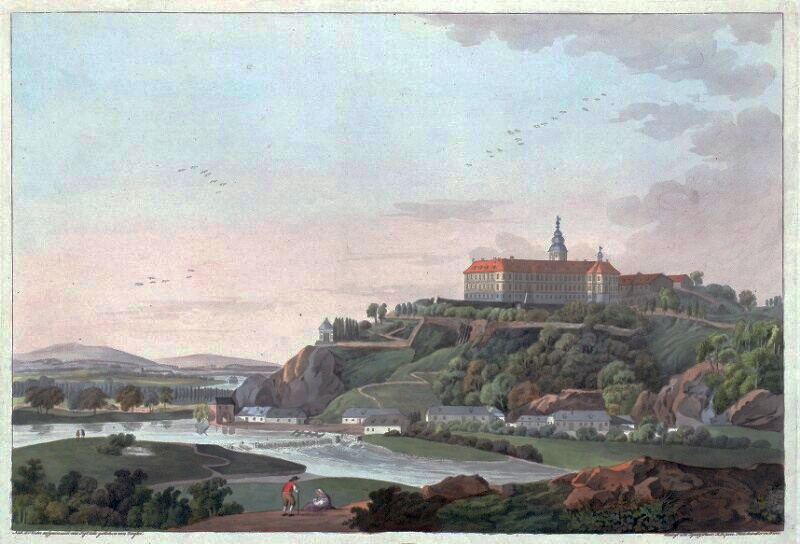
Zámek v roce 1810, malba Johanna Zieglera

Ve 13. století byl na místě dnešního zámku založen ze strategických důvodů hrad Fronburg, jehož zakladatelem pravděpodobně byl český král Václav I. Hrad Fronburg vlastnil v druhé půli 13. století Čéč z Budivojovic, kterému dal král Václav I. hrad do zástavy. Král Přemysl Otakar II. hrad Čéčovi odebral a začlenil jej opět mezi královské hrady. Dalším držitelem hradu byl Vítek z Krumlova, který zde původně byl purkrabím. Od roku 1289 král Václav II. usiloval o to, aby Vítek vrátil hrad královské komoře. Po popravě Vítkova bratra Záviše z Falkenštejna na louce pod hlubockým hradem dne 24. srpna 1290 se hrad opět dostal do držení královské komory.

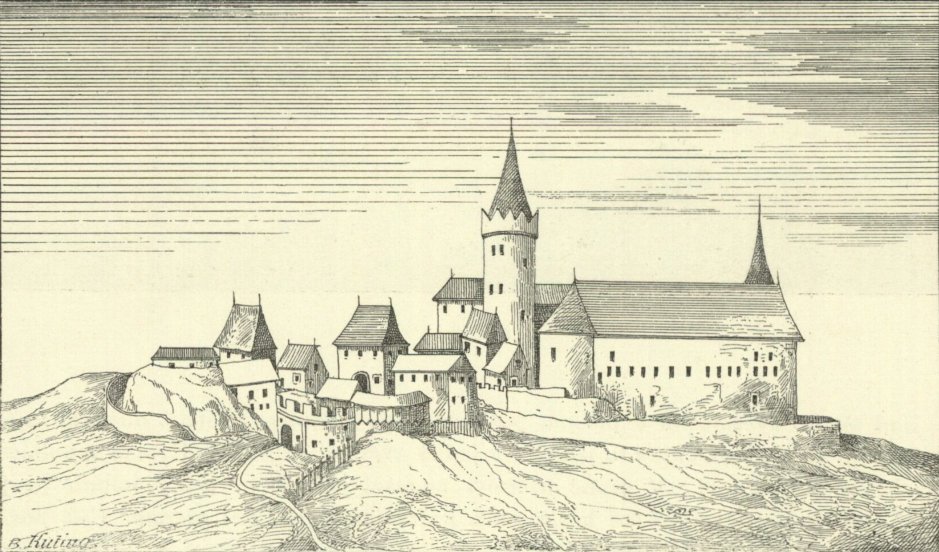
Hrad Hluboká v 16. století (podle Ondřeje Ungnada ze Suneku kreslil B. Kutina)

Císař Zikmund hrad se vsí zastavil Mikuláši z Lobkovic, od jehož potomků hrad vykoupil v roce 1454 Jiří z Poděbrad a dal jej zapsat jako věno své druhé ženě Johance z Rožmitála. Po smrti krále Jiřího se hradu zmocnil Jindřich Roubík z Hlavatec a královně Johance ho vrátil až poté, co mu byly zaplaceny válečné škody. Až na tuto epizodu byla tedy Hluboká v držení Johanky 21 let, z toho 17 let ji držela jako česká královna. Po smrti královny 12. listopadu 1475 přešla Hluboká do držení jejího bratra Jaroslav Lev z Rožmitálu a na Blatné. V roce 1490 bylo panství Hluboká zastaveno Vladislavem II. Vilémovi z Pernštejna. Pernštejnové se na hlubockém panství intenzivně věnovali hospodářské činnosti a v okolí zakládali rybníky.  Po smrti Viléma z Perštejna patřila Hluboká na krátký čas jeho bratru Janovi, který v roce 1534 Hlubokou postoupil svému švagrovi Ondřeji Ungnadovi ze Suneku. V roce 1561 vykoupila hlubocké panství od Suneků královská komora, od které panství v roce 1562 koupil Jáchym z Hradce († 1565). Páni z Hradce nechali přestavět starý gotický hrad na renesanční zámek. Zadlužený Jáchym Oldřich z Hradce († 1604) v prosinci 1598 prodal Hlubokou Bohuslavovi Malovcovi z Malovic († 1608). V roce 1622 byl Malovcům za jejich účast na stavovském povstání majetek zkonfiskován a hlubocké panství získal španělský aristokrat, císařský polní maršál  Baltasar Marradas, který v letech 1620–1638 nechal stavebně upravit předhradí.
Po jeho smrti v roce 1638 panství zdědil jeho synovec Francesco de Salant y Marradas, od jehož syna Bartoloměje panství Hluboká v roce 1661 koupil Jan Adolf I. ze Schwarzenbergu, zakladatel jihočeské větve rodu, která pak zde sídlila po téměř tři století. Z iniciativy knížete Adama Františka byl zámek počátkem 18. století přestavěn v barokním slohu podle plánů stavitele Pavla Ignáce Bayera a jeho následovníka Antonína Erharda Martinelliho.
Za válek o rakouské dědictví byla při francouzsko-bavorském tažení Hluboká obsazena, a v roce 1742 ji proto opakovaně obléhalo rakouské vojsko. Při dobývání byl zničen most a poškozeny věžní hodiny. I přes zastaralé opevnění, jehož stáří dosahovalo dvou set let, se posádka ubránila a kapitulovala až pro nedostatek potravin. Vzápětí poté bylo opevnění zbořeno a nahrazeno hospodářskými budovami.
Ve třicátých letech 19. století se rozhodl kníže Jan Adolf II. ze Schwarzenbergu Hlubokou strhnout a na jejím místě vybudovat nový zámek v romantickém stylu. V červenci roku 1838 se vrátil z korunovace britské královny Viktorie okouzlen anglickou gotikou a přál si zámek právě v tomto stylu. Projekt pro něj roku 1839 vypracoval vídeňský architekt Franz Beer (1804–1861), jemuž byl tento styl blízký (vypracoval v něm také projekt zámku Hrádku u Nechanic). Beer také od roku 1840 dvacet let, až do své smrti, vedl stavební práce. Nové budovy, které stojí dodnes, byly postaveny ve stylu tudorovské gotiky podle vzoru anglického královského zámku Windsor. Náročné exteriéry a interiéry byly dokončeny až v roce 1871 pod vedením Damasia Deworezkého.
Snaha o napodobení anglických gotických hradů v 19. století byla již v této době kritizována a některými odborníky vnímána jako kýč. Český malíř a kritik umění Eduard Herold přestavbu hodnotil slovy: „Vpravo z lesního temna vyniká Hluboká, nový zámek knížete ze Švarcenberka, z daleka rovněž tak nemalebný jako z blízka, předce jen padělaný.“
Posledním soukromým majitelem zámku byl Adolf Schwarzenberg, který štědře financoval výstavbu československého opevnění a také Benešovu exilovou vládu. V roce 1939 byl Adolf nucen se svou manželkou emigrovat do zahraničí, jelikož odmítl spolupracovat s nacisty. V roce 1947 byl jeho majetek zkonfiskován prostřednictvím zákona č. 143/1947 Sb, tzv. Lex Schwarzenberg.

### Kasteláni
- 2003–2018 Miroslav Pavlíček[9]
- 2018– Martin Slaba (* 1974 Benešov u Prahy)[10]

## Stavební podoba

### Hrad

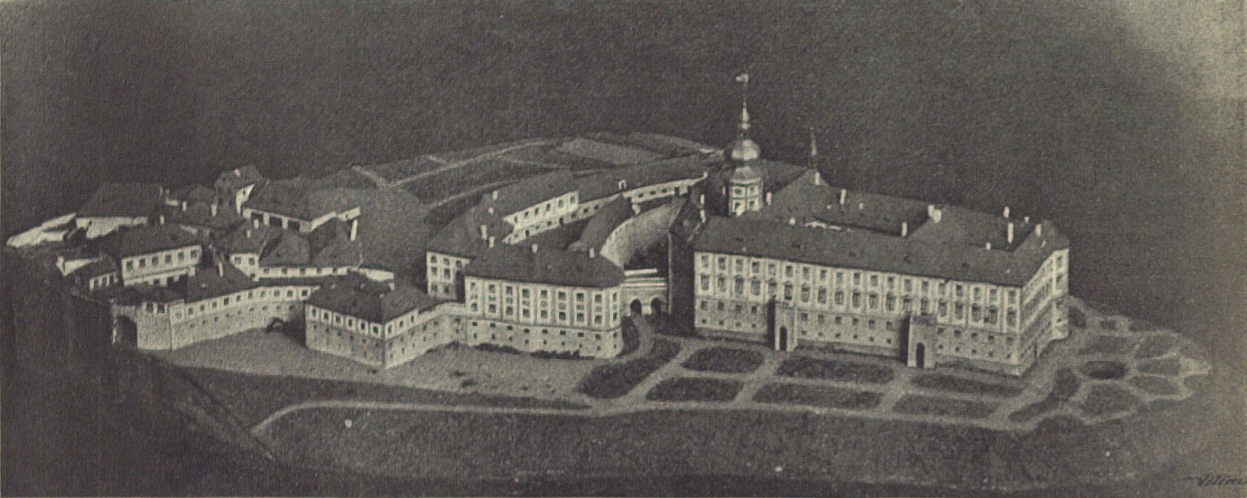
Model zámku Hluboká před přestavbou z 19. století (okolo r. 1900)

Raně gotický hrad typologicky patřil mezi hrady s obvodovou zástavbou. Poznání jeho podoby komplikují pozdější přestavby, ale velké části zdiva se dochovaly minimálně v úrovni zámeckého suterénu. Už od nejstarší fáze byl hrad dvojdílný. V čele hradního jádra stál okrouhlý bergfrit, za nímž se nacházelo podlouhlé nádvoří. Obě delší strany dvora lemovaly obytné budovy. Během pozdně gotických úprav byla ve východním nároží postavena okrouhlá bateriová věž. Jiří Varhaník však její existenci zpochybnil.
Po roce 1490 nechal Vilém z Perštejna přestavět opevnění předhradí, v němž vznikla mohutná branská věž a dvě malé oblé bašty na jihozápadní straně. Od brány vedla zalomená čelní hradba, kterou na druhé straně ostrožny ukončovala okrouhlá věž, jejíž průměr podle historických vyobrazení přesahoval průměr staršího bergfritu. Pravděpodobně šlo o bateriovou věž, která mohla palbou pokrýt přechod přes řeku k Zámostí.
V pozdější stavební fázi opevnění byl pod touto bateriovou věží postaven zemní rondel, který obepínala nižší hradba. Přímo před hradem se nacházelo drobné skalnaté návrší. Roku 1505 byla skála za pomoci střelného prachu roztrhána a na jejím místě vnikl druhý rondel, ale pravděpodobně nebyl dostavěn. Roku 1529 se v souvislosti s tureckým nebezpečím zvažovalo zboření nedokončené bašty, ale vzhledem k potřebným nákladům byla bašta dostavěna a propojena s hradem. Stavbu nechal realizovat Oldřich Ungnad ze Suneku po roce 1534. U paty bašty byla zřízena brána. Jiné zemní opevnění se dvěma baštami bylo postaveno na opyši ostrožny. Podle veduty z let 1548–1557 chránilo jihozápadní stranu hradu bastionové opevnění, byť je možné, že nebylo dokončeno. Po obléhání hradu v roce 1742 bylo zemní opevnění zbořeno a jeho jedinými viditelnými pozůstatky jsou dochovaná konstreskarpa příkopu a okrouhlý tvar terasy u jízdárny, v jejímž místě stával severní rondel.

### Interiéry

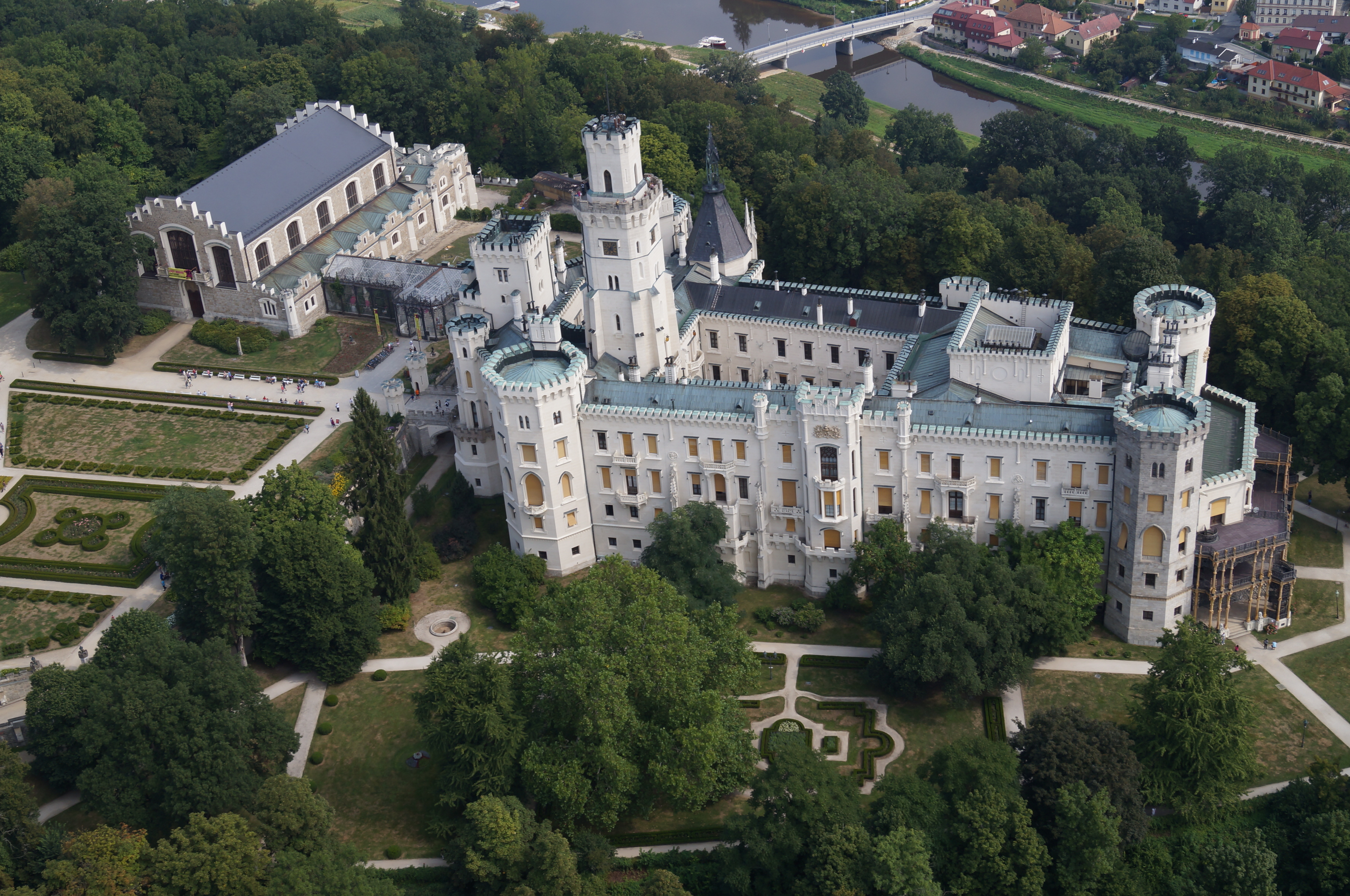
Letecký pohled od západu

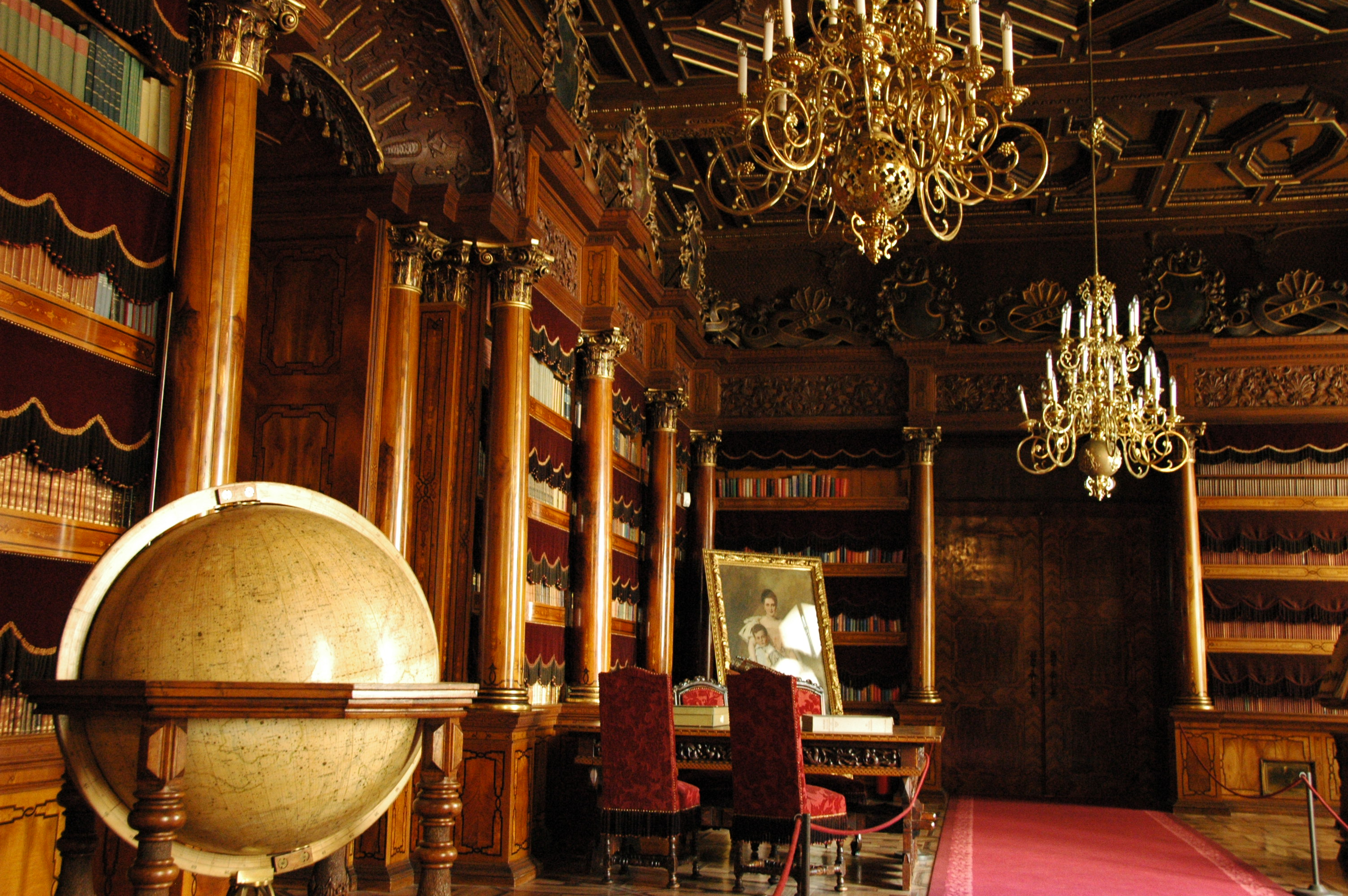
Knihovna

Stěny a stropy interiérů jsou bohatě zdobeny dřevořezbami, zlatem, koženými a textilními tapetami nebo bruselskými tapiseriemi. Nachází se zde bohaté umělecké sbírky zahrnující obrazy evropských mistrů 16. až 19. století, barevné vitraje, keramiku z Delft, Německa i Asie, intarzovaný nábytek a osobní předměty členů rodu Schwarzenberg. Portréty na stěnách znázorňují nejvýznamnější členy tohoto rodu. Největší místností je zámecká knihovna s kazetovým stropem, který sem byl přenesen ze zámku Schwarzenberg. Návštěvníky zaujme i zbrojnice s historickými militariemi. V novogotické kapli (součást trasy Hostinské pokoje) se nachází oltář s velkou pozdně gotickou tzv. Netolickou archou.

## Prohlídkové trasy
| Rok  | Počet návštěvníků |
| ---- | ----------------- |
| 2012 | 232 803           |
| 2013 | 237 131           |
| 2015 | 262 532           |
| 2016 | 293 699           |
| 2017 | 295 608           |
| 2018 | 295 608           |

1. Reprezentační pokoje - Během prohlídky je návštěvníkům představeno tzv. piano nobile, tedy nejhonosnější pokoje zámku. Součástí trasy jsou apartmány kněžny Eleonory ze Schwarzenbergu, Ranní salon, Čítárna, Kuřácký salon, Malá a Velká jídelna, Knihovna a také zámecká Zbrojnice.
2. Soukromé apartmány - Tato trasa, procházející pokoji přízemí a prvního patra zámku, se soustřeďuje zejména na život posledního majitele JUDr. Adolfa ze Schwarzenbergu. Zpřístupněna je například Lovecká jídelna, Přípravna jídel, Mramorový sál, Adolfova pracovna a rovněž soukromé apartmány jeho manželky Hildy.
3. Kuchyně - Kuchyně s autentickým vybavením překvapí návštěvníka především svou rozlohou, jelikož součástí zdejšího kuchyňského provozu je tzv. Velká teplá kuchyně, Malá studená kuchyně, Vinotéka, Cukrárna, Přípravna cukrárny a kancelář. Na trase je k vidění rovněž osobní a jídelní výtah.
4. Hostinské pokoje - V říjnu 2017 byla otevřena nová prohlídková trasa v druhém patře zámku, která představí pokoje pro ubytování významných hostů a přátel Schwarzenbergů. Součástí trasy je i tzv. Stříbrnice.
5. Zámecká věž měří od nádvoří 52 metrů a na její vrchol vede 245 schodů. V případě špatného počasí je ovšem věž zavřena
6. Zimní trasa - zámek Hluboká je otevřen celoročně a během zimního období je návštěvníkům zpřístupněna Zimní trasa, která je temperovaná.

## Zámek ve filmu
Zámek se objevil v následujících filmech a pohádkách:
- Pyšná princezna (1952, režie Bořivoj Zeman)
- Pan Tau to zařídí (1972, režie Jindřich Polák)
- Šípková Růženka (1990, režie Stanislav Párnický)
- Jezerní královna (1998, režie Václav Vorlíček)
- Tři Bratři (2014, režie Jan Svěrák)
- Underworld: Krvavé války (2016, režie Anna Foerster)
- Nejlepší přítel (2017, režie Karel Janák)